# ǂAriseb
ǂAriseb, auch Kannamab, († 1837) war von etwa 1814 bis zu seinem Tod 1837 der erste Kaptein der Veldschoendrager-Nama (ǁHawoben-Nama). „Veldschoendrager“ bedeutet so viel wie Träger von Schuhen für das Feld.
ǂAriseb war mit ǃNanis verheiratet. Ihr gemeinsamer Sohn Hendrik Henricks (ǃNaníb gaib ǂArisemab) wurde nach seinem Tod sein Nachfolger als Kaptein.

## Anmerkung
1. ↑  Anmerkung: Dieser Artikel enthält Schriftzeichen aus dem Alphabet der im südlichen Afrika gesprochenen Khoisansprachen. Die Darstellung enthält Zeichen der Klicklautbuchstaben ǀ, ǁ, ǂ und ǃ. Nähere Informationen zur Aussprache langer oder nasaler Vokale oder bestimmter Klicklaute finden sich z. B. unter Khoekhoegowab.